# Pasteur (cratère lunaire)
Pour les articles homonymes, voir Pasteur.
Pasteur est un cratère lunaire situé en partie sur la face visible de la Lune et la face cachée de la Lune. Il est donc plus ou moins bien visible selon la libration de la Lune.
Il est situé juste à côté du cratère Backlund, à l'ouest du cratère Curie et à l'est du cratère Sklodowska. Le cratère Pasteur possède un bord usé par l'érosion d'impacts. Le contour est irrégulier. La bord nord en particulier, a été presque entièrement détruit par les craterlets qui se chevauchent, et le bord sud n'est pas en bien meilleur état avec un tronçon recouvert par le cratère Backlund. Le bord ouest est fortement endommagé par les cratères satellites « Pasteur U », « Pasteur Q » et « Pasteur T » (le premier d'entre eux, Pasteur U, forme un groupe fusionné de cratères qui se chevauchent). 
En 1961, l'Union astronomique internationale lui a attribué le nom de Pasteur en l'honneur du scientifique et physicien français Louis Pasteur. 

## Cratères satellites

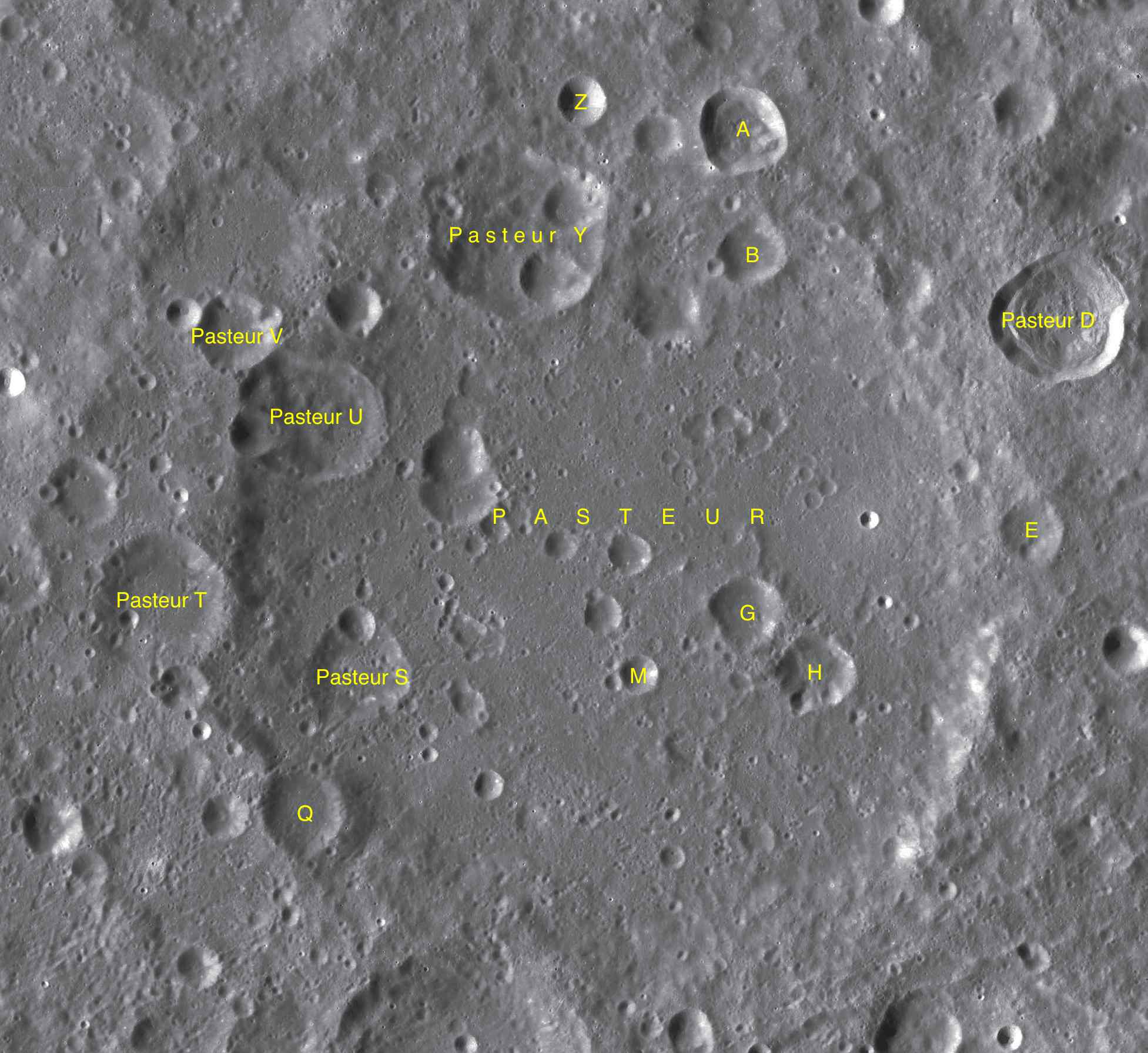
Carte des cratères satellites de Pasteur.

Le cratère Pasteur possède un certain nombre de cratères satellites identifiés avec des lettres.
| Pasteur | Latitude | Longitude | Diamètre |
| ------- | -------- | --------- | -------- |
| A       | 7.0° S   | 105.7° E  | 25 km    |
| B       | 8.2° S   | 105.8° E  | 20 km    |
| D       | 8.8° S   | 108.8° E  | 36 km    |
| E       | 10.8° S  | 108.5° E  | 19 km    |
| G       | 11.6° S  | 105.7° E  | 21 km    |
| H       | 12.1° S  | 106.4° E  | 21 km    |
| M       | 12.2° S  | 104.6° E  | 10 km    |
| Q       | 13.6° S  | 101.5° E  | 24 km    |
| S       | 12.2° S  | 102.0° E  | 29 km    |
| T       | 11.6° S  | 100.1° E  | 41 km    |
| U       | 9.8° S   | 101.5° E  | 37 km    |
| V       | 9.0° S   | 100.8° E  | 22 km    |
| Y       | 8.0° S   | 103.5° E  | 52 km    |
| Z       | 6.8° S   | 104.2° E  | 15 km    |